# ماریا یوهانا گابریلای اتریش

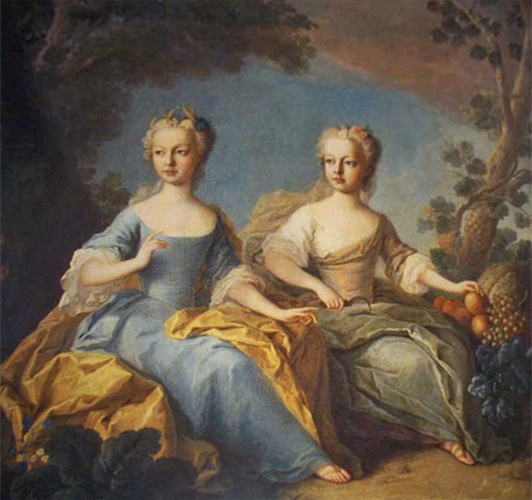
پرتره ماریا یوهانا (سمت چپ) و خواهر مورد علاقه‌اش، ماریا ژوزفا (راست)

ماریا یوهانا گابریلای اتریش (انگلیسی: Archduchess Maria Johanna Gabriela of Austria; ۴ فوریهٔ ۱۷۵۰ – ۲۳ دسامبر ۱۷۶۲) یک نجیب‌زادهٔ و آرشیدوشس اهل اتریش و یازدهمین فرزند ملکه ماریا ترزا و فرانتس یکم امپراتور مقدس روم بود. در ابتدا قرار بود او با فردیناند چهارم ازدواج کند، اما به دلیل مرگ ماریا یوهانا به دلیل آبله برنامه‌های ازدواج بهم ریخت و هرگز به سرانجام نرسید.

## دوران کودکی
ماریا یوهانا در ۴ فوریه ۱۷۵۰ در کاخ هفبورگ در وین اتریش به عنوان یازدهمین فرزند و هشتمین دختر فرانتس یکم امپراتور مقدس روم و ملکه ماریا ترزا متولد شد. او در کیندزکامر با خواهر و برادرهای بسیار خود بزرگ شد، اگرچه او به خصوص با خواهرش ماریا ژوزفا بسیار صمیمی بود که یک سال پس از ماریا یوهانا در سال ۱۷۵۱ به دنیا آمد. این دو با هم تحصیل کردند و معلمان یکسانی داشتند.
ماریا یوهانا از سه سالگی به شدت تحت آموزش زیان‌های لاتین فرانسوی، ایتالیایی، یونانی، اسپانیایی، آلمانی، انگلیسی فرار گرفت و علوم تاریخ، جغرافیا، نقشه‌برداری از زمین، ریاضیات و الهیات را هم فرا گرفت. او همچنین نحوه رقصیدن و آواز خواندن را آموخته بود، و معروف بود که در این دروس و هنرها بسیار خوب است.
علاوه بر این، ماریا یوهانا و خواهرانش در زمینهٔ هنرهای رقص و آواز تحصیلات عالی داشتند. در حالی که به برادرانش نواختن سازهای مختلف آموزش داده شد، به ماریا یوهانا و خواهرانش آموزش آواز دادند. یک سالن نمایش ویژه در کاخ شون‌برون مخصوص این کودکان ساخته شد. ماریا یوهانا و خواهر و برادرش به‌طور مکرر برنامه‌های موسیقی اجرا می‌کردند. در مجموع، ماریا یوهانا و خواهرش ماریا ژوزفا «به‌طور رضایت‌بخشی پیشرفت کردند، در فراگیری درس‌های خود سخت‌کوش بودند و در جشن‌های متعددی حضور داشتند که در آن‌ها مشتاقانه مشارکت می‌کردند.»

### نامزدی
ماریا ترزا و شاه کارلوس سوم اسپانیا هر دو توافق کردند که خواهر ماریا یوهانا، ماریا آمالیا، با پسر کارلوس، ردیناند، پادشاه سیسیل و چهارم ناپل ازدواج کند، با این حال، کارلوس سوم بعداً به دلیل اینکه ماریا آمالیا پنج سال از فردیناند بزرگتر بود، خواست نامزدی را فسخ کند. از آنجایی که ماریا یوهانا فقط یک سال از فردیناند بزرگتر بود، به جای خواهرش، او با فردیناند نامزد شد.

## مرگ

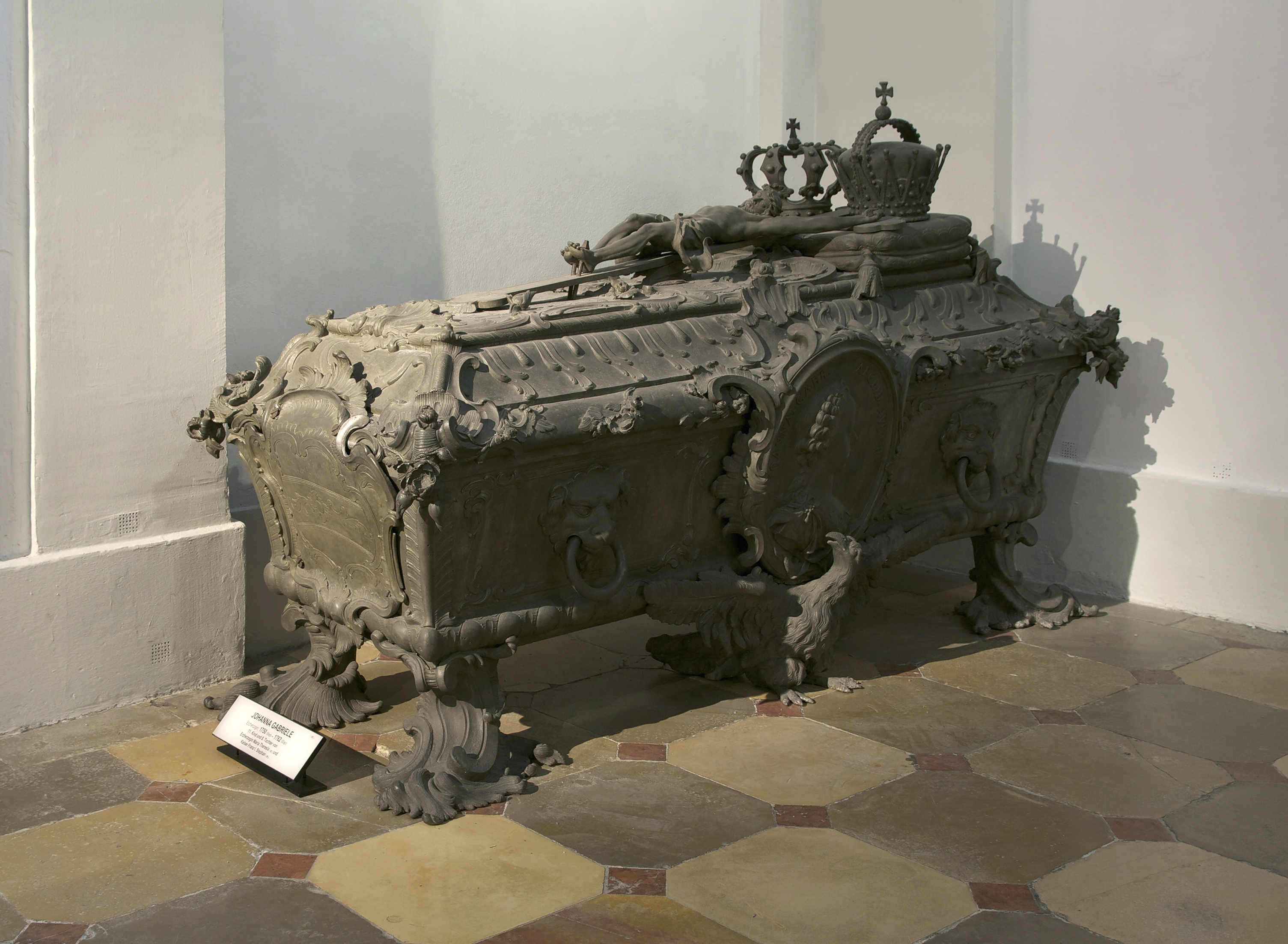
گور سنگی ماریا یوهانا در گورابه سلطنتی

در نیمه دوم قرن هجدهم، آبله در امپراتوری مقدس روم در حال گسترش و تباهگری بود. لئوپلد موتسارت پدر ولفگانگ آمادئوس موتسارت نوشت که «در کل وین، چیزی به جز آبله صحبت نمی‌شد. اگر ۱۰ کودک در فهرست مرگ ثبت می‌شدند، ۹ نفر از آنها در اثر آبله مرده بودند.» مرگ دردناک ماریا یوهانا توسط خواهر شوهرش ایزابلا توصیف شد. مادرش، ماریا ترزا از این واقعیت که ماریا یوهانا قبل از مرگش اعتراف کامل به گناهان خود نزد یک کشیش کاتولیک کرد، آرامش یافت. ماریا ترزا به ماریا کریستینا، خواهر ماریا یوهانا نوشت:
«خواهرت سه ربع ساعت، با دقت و توبه و اخلاص به گناهان خود اعتراف کرده است که اشک اقرارگر او را درآورده است. از آن زمان، او بسیار ضعیف است. من نمی‌توانم خدای مهربان را به اندازه کافی شکر کنم که این آرامش را به من می‌دهد. من او را کاملاً به دست او می‌سپارم و انتظار دارم که سرنوشت او چیزی جز خوشبختی نباشد.»

### عواقب بعدی
از دست دادن ماریا یوهانا در اثر آبله، همراه با مرگ سایر اعضای خانواده بر اثر این بیماری، به تصمیم ملکه ماریا ترزا برای مایه‌کوبی اعضای کوچکتر خانواده‌اش و همچنین پذیرش مایه‌کوبی آبله به مردم در اتریش کمک کرد.